# Amar Shonar Bangla
Amar Shonar Bangla (bengalisch আমার সোনার বাংলা āmār sonār bāṃlā „Mein goldenes Bengalen“) ist die Nationalhymne von Bangladesch.

## Geschichte
Das Lied entstand 1906 nach der Teilung Bengalens 1905. Text und Musik stammen von dem Literaturnobelpreisträger Rabindranath Thakur, der auch die indische Nationalhymne schrieb. Als Nationalhymne wird das Lied seit 1971 verwendet, aber erst am 13. Januar 1972 offiziell festgelegt.
Nur die ersten zehn Zeilen sind offiziell als Nationalhymne festgelegt.

## Text

### Bengalischer Originaltext
|আমার সোনার বাংলা, আমি তোমায় ভালবাসি।

চিরদিন তোমার আকাশ, তোমার বাতাস, আমার প্রাণে বাজায় বাঁশি।

ও মা, ফাগুনে তোর আমের বোলের ঘ্রাণে পাগল করে,

মরি হায় হায় রে –

ও মা, অঘ্রাণে তোর ভরা ক্ষেতে কি দেখেছি, আমি কি দেখেছি মধুর হাসি।

কি শোভা কি ছায়া গো, কি স্নেহ কি মায়া গো

কি আঁচল বিছায়েছ বটের মূলে, নদীর কূলে কূলে।

মা, তোর মুখের বাণী আমার কানে লাগে সুধার মত,

মরি হায় হায় রে –

মা, তোর বদন খানি মলিন হলে, আমি নয়ন জলে ভাসি।

### Transkription
amar shonar bangla, ami tomay bhalobashi

chirodin tomar akash, tomar batash, amar prane bajay banshi.

o ma, fagune tor amer boler ghrane pagol kore,

mori hay hay re –

o ma, oghrane tor bhora kshete ki dekhechhi, ami ki dekhechhi modhur hashi.

ki shobha ki chhaya go, ki shneho ki maya go

ki anchol bichhayechho boter mule, nodir kule kule.

ma, tor mukher bani amar kane lage shudhar moto,

mori hay hay re –

ma, tor bodon khani molin hole, ami noyon jole bhashi.

### Deutsche Übersetzung
Mein goldenes Bengalen, ich liebe dich.

Immer bringen deine Himmel und deine Luft mein Herz zum klingen als sei es eine Flöte.

Oh Mutter, im Frühjahr macht der Duft von deinen Mangohainen mich wild vor Entzücken,

Welch eine Wonne –

Oh Mutter, im Herbst in den voll blühenden Reisfeldern, sah ich alles bedeckt mit süßem Lächeln.

Welche Schönheit, welche Farben, welche Liebe und welch eine Zartheit

Was für einen bunten Teppich du ausbreitetest unter den Banyanbäumen und entlang der Flussufer.

Mutter, Worte von deinen Lippen sind meinen Ohren wie Nektar,

Welch eine Wonne –

Mutter, wenn Traurigkeit dein Angesicht schwermütig macht, sind Augen mit Tränen gefüllt.